# Stowell (Gloucestershire)
Stowell – wieś w Anglii, w hrabstwie Gloucestershire, w dystrykcie Cotswold, w civil parish Yanworth. Leży 98 km na południe od miasta Gloucester i 172 km na zachód od Londynu. W 1931 roku civil parish liczyła 74 mieszkańców. Stowell jest wspomniana w Domesday Book (1086) jako Stanuuelle.